# ابیای اوراسیایی

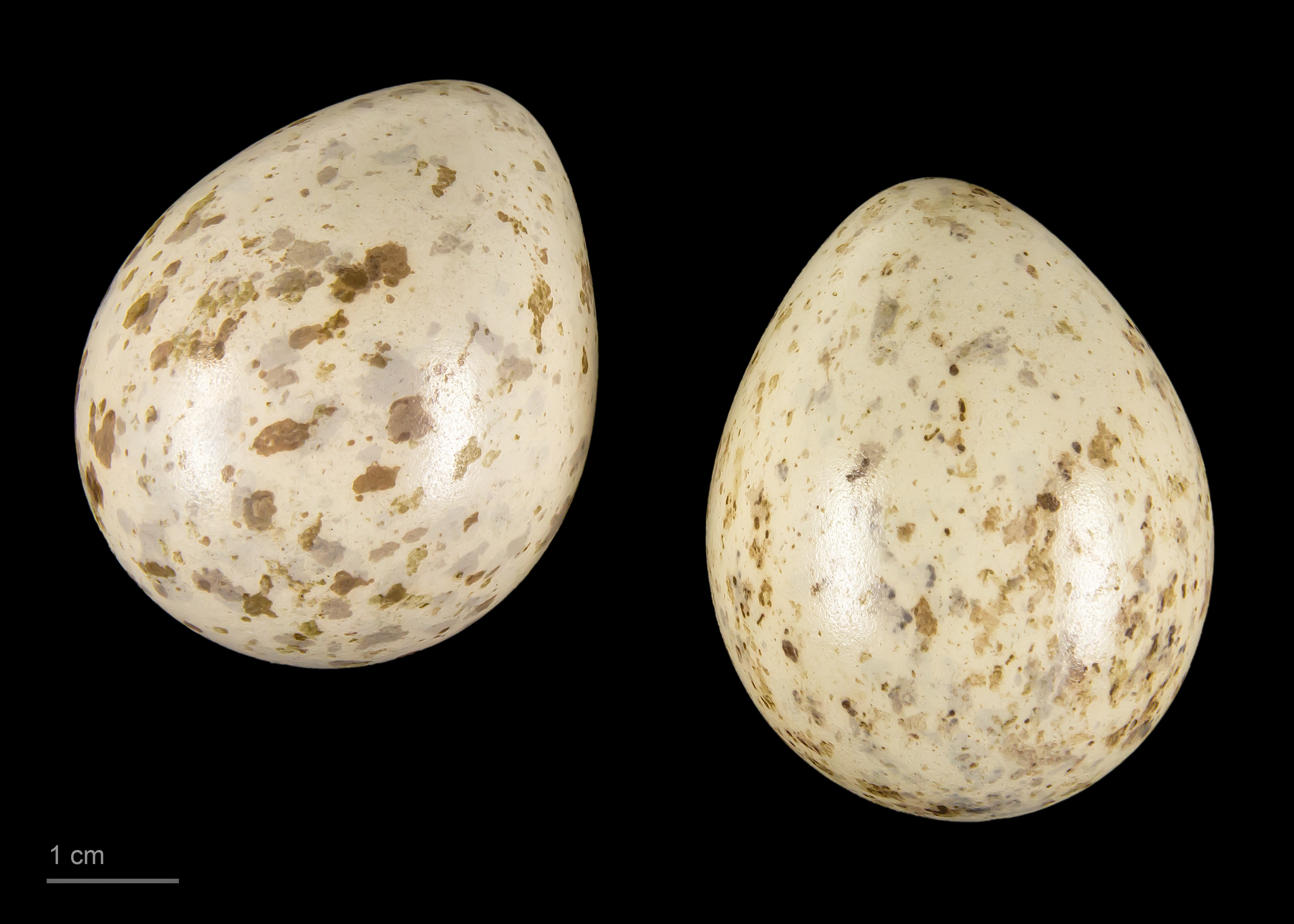
Scolopax rusticola rusticola

ابیای اوراسیایی (Scolopax rusticola) نام یک گونه از سرده ابیا است.